# Marty Callner
Marty Callner (Chicago, 25 de agosto de 1946 – Malibu, 17 de março de 2025) foi um diretor de videoclipes, que já trabalhou com vários artistas como Cher, The Rolling Stones, Aerosmith e Scorpions. Já foi nomeado para 7 Emmys, 3 DGAs, and 1 CableACE Award. O filho dele é o roteirista/ator Dax Callner.

## Trabalho como diretor
Callner dirigiu e produziu o especial de Britney Spears, Live From Las Vegas, em 2001. Ele também dirigou o especial de Bette Midler, Diva Las Vegas, que foi lançado em DVD. Além de trabalhar com estas duas artistas, Callner já trabalhou com a banda Aeromisth, com o cantor Justin Timberlake e a banda Bon Jovi.

## Morte
Callner morreu em Malibu, Califórnia, no dia 17 de março de 2025 aos 78 anos, vítima de causas naturais.